# Ludia tessmanni
Ludia tessmanni är en fjärilsart som beskrevs av Embrik Strand 1911. Ludia tessmanni ingår i släktet Ludia och familjen påfågelsspinnare. Inga underarter finns listade i Catalogue of Life.